# Die sieben Sex-Sünden
Die sieben Sex-Sünden (Originaltitel Seven Deadly Sins) ist ein US-amerikanischer Pornofilm des Regisseurs Robyn Dyer.

## Handlung
Der Film handelt von den sieben Todsünden: Hochmut, Neid, Zorn, Trägheit, Habgier, Völlerei, Wollust.

## Auszeichnungen
- 2000: AVN Award – Best Film
- 2000: AVN Award – Best All-Girl Sex Scene – Film (Janine Lindemulder, Julia Ann)
- 2000: AVN Award – Best Art Direction – Film
- 2000: AVN Award – Best Screenplay – Film (Tom Elliot, Eugenie Brown)
- 2000: AVN Award – Best Editing – Film (Tom Elliot)
- 2000: AVN Award – Best Supporting Actor – Film (Michael J. Cox)
- 2000: AVN Award – Best Supporting Actress – Film (Janine Lindemulder)
- 2000: AVN Award – Best Director – Film (Tom Elliot)